# مقاطعة باتيكالوا
مقاطعة باتيكالوا واحدة من 25 مقاطعة في سري لانكا، في التقسيم الإداري للبلاد. وتدير المقاطعة أمانة المنطقة برئاسة أمين المنطقة الذي تعينه الحكومة المركزية لسريلانكا. وعاصمة المقاطعة مدينة باتيكالوا.